# Église Saint-Nicolas de Šuljam
Pour les articles homonymes, voir Église Saint-Nicolas.
L'église Saint-Nicolas de Šuljam (en serbe cyrillique : Српска православна црква Светог Николе у Шуљму ; en serbe latin : Srpska pravoslavna crkva Svetog Nikole u Šuljmu) est une église orthodoxe serbe située à Šuljam en Serbie, sur le territoire de la ville de Sremska Mitrovica et dans la province de Voïvodine. Construite dans la seconde moitié du XVIIIe siècle, elle est inscrite sur la liste des monuments culturels de grande importance de la république de Serbie (identifiant no SK 1335).

## Présentation
L'église Saint-Nicolas a été construite dans la seconde moitié du XVIIIe siècle, probablement en 1769. Elle est constituée d'une nef unique prolongée par une abside demi-circulaire ; à l'ouest, elle est dominée par un haut clocher baroque, surmonté d'un bulbe en étain, probablement érigé en 1845. Horizontalement, les façades sont rythmées par un socle et par une corniche courant au-dessous du toit ; elles sont ornées de pilastres et de fenêtres en plein cintre.
L'iconostase, sculptée dans un style baroque avec des éléments rococo, est l'œuvre d'un maître du XVIIIe siècle inconnu ; elle a été peinte en 1778 par Nikolaj Petrović et remaniée en 1832 par Matej Petrović.
L'église a été restaurée dans les années 1970.